# 凌云叶氏家庙
凌云叶氏家庙，位于中国福建省南安市眉山乡高田村，由凌云叶氏始祖叶迅于北宋雍熙四年（987年）始建，历代修葺，现保持清代中叶风貌。坐北朝南，占地面积1880平方米。两进悬山式屋顶，燕尾形屋脊，厅堂面阔五间，进深八柱，15檩带前廊，抬梁式木构架。2009年11月16日公布为第七批福建省文物保护单位。